# Gülcemal
Gülcemal es una serie de televisión turca de drama y romance producida por MF Productions, cuyo primer episodio se emitió el 6 de abril de 2023. La serie está dirigida por Yusuf Pirhasan y escrito por Eda Tezcan y Selda Akın. Está protagonizada por Murat Ünalmış y Melis Sezen.

## Trama
Trata del amor de Gülcemal, a quien su madre abandonó cuando era un niño y lo convirtió en un monstruo oscuro, y la hermosa Deva, que comenzó con odio y luego se deslizó hacia el torbellino de fuego, pasión y tormenta.

## Elenco y personajes
- Murat Ünalmış - Gülcemal Şahin
- Melis Sezen - Deva Nakkaşoğlu
- Edip Tepeli - Mert
- Nilay Erdönmez - Gülendam Şahin
- Atilla Şendil - Halil İbrahim
- Cahit Gök - Vefa
- Nilüfer Açıkalın - Gara Ana
- Samet Kaan Kuyucu - Armağan
- Meltem Akçöl - İpek
- İpek Ayaz Kortunç - Canan
- Sabahattin Yakut - Emrullah
- Gökçem Çoban - Semra
- Melike Küçük
- Ayda Aksel - Zafer
- Evren Duyal - Hatice

## Episodios
| Temporada | Temporada | Episodios | Rango de episodios | Emisión original   | Emisión original            |
| Temporada | Temporada | Episodios | Rango de episodios | Inicio             | Final                       |
| --------- | --------- | --------- | ------------------ | ------------------ | --------------------------- |
|           | 1         | 13        | 1 - 28             | 6 de abril de 2023 | 13 de julio de 2023 (final) |

### Primera temporada (2023)
| n° | Sección  | Directores     | Primera TV Turquía |
| -- | -------- | -------------- | ------------------ |
| 1  | 1. Bölüm | Yusuf Pirhasan | 6 de abril de 2023 |